# 梅尔莱阿克
梅尔莱阿克（法語：Merléac，法語發音：[mɛʁleak]）是法国阿摩尔滨海省的一个市镇，位于该省南部，属于圣布里厄区。

## 地理
梅尔莱阿克（48°16'38"N, 2°53'56"W）面积30.03 平方千米，位于法国布列塔尼大區阿摩尔滨海省，该省份为法国西北部沿海省份，位于布列塔尼半岛北部，北濒大西洋英吉利海峡，西接菲尼斯泰尔省，南至莫尔比昂省，东临伊勒-维莱讷省。
与梅尔莱阿克接壤的市镇（或旧市镇、城区）包括：阿利讷克、勒博代奥、勒基利奥、圣吉勒维约马尔谢、圣马丹德普雷、圣泰洛、于泽勒。

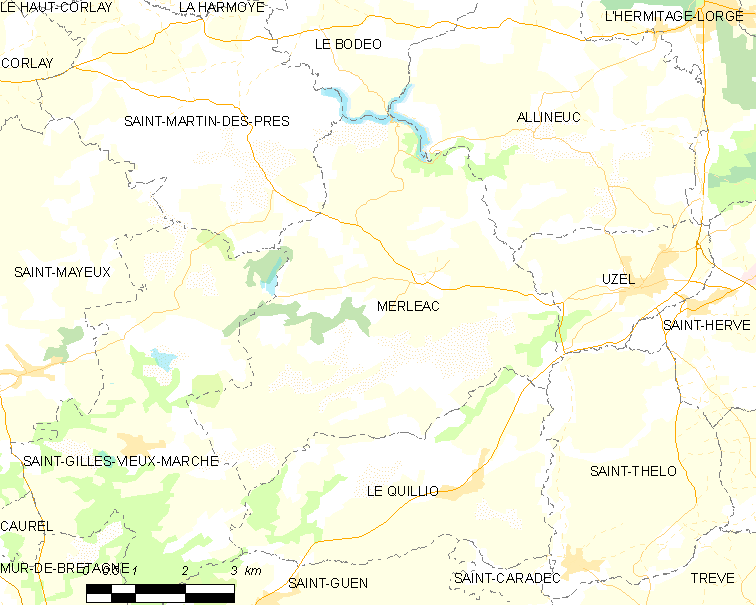
梅尔莱阿克的OSM定位图

梅尔莱阿克的时区为UTC+01:00、UTC+02:00（夏令时）。

## 行政
梅尔莱阿克的邮政编码为22460，INSEE市镇编码为22149。

## 政治
梅尔莱阿克所属的省级选区为盖莱当县。

## 人口

1962-2008年间梅尔莱阿克人口变化图示

梅尔莱阿克于2022年1月1日时的人口数量为463人。